# Svarthuvad häger
Svarthuvad häger (Ardea melanocephala) är en afrikansk fågel i familjen hägrar inom ordningen pelikanfåglar. Den har påträffats i Europa vid två tillfällen, båda gånger i Frankrike. Arten tros öka i antal och beståndet anses livskraftigt.

## Utseende
Svarthuvad häger är en stor fågel med en längd på 85 centimeter och en vingbredd på 150 centimeter. Den liknar gråhägern (Ardea cinerea), men är något mindre och generellt mörkare, huvudsakligen grå ovan och vit under med svart hätta. Näbben är kraftfull och sotfärgad. I flykten syns karakteristiskt vita vingundersidor.

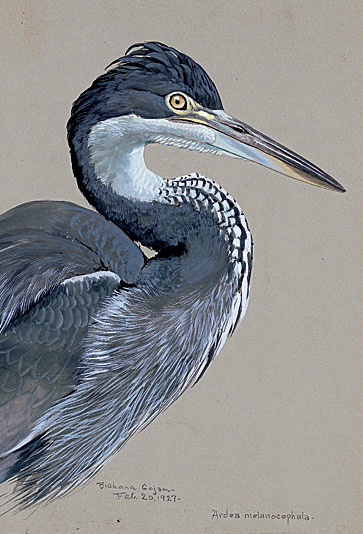

## Utbredning och systematik
Fågeln förekommer i gräsmarker och på savann i Afrika södra om Sahara. Den är mestadels en stannfågel, men vissa individer i Västafrika rör sig norrut under regnsäsongen. Den behandlas som monotypisk, det vill säga att den inte delas in i några underarter.
Svarthuvad häger är en mycket sällsynt gäst i Europa med två fynd i Frankrike, 1899 och 1971. Tillfälligt har den även påträffats i Egypten, Israel, Jordanien, Madagaskar och Oman.

## Ekologi
Arten häckar vanligtvis under regnperioden i kolonier i träd, vassfält eller på klippor. Den bygger ett voluminöst bo av kvistar där den lägger två till fyra ägg. 
Svarthuvad häger födosöker i grunt vatten där den lurpassar och sedan spetsar sitt byte, en fisk eller groda, med sin långa och vassa näbb. Den ses också leta föda en bit ifrån vatten på jakt efter större insekter, små däggdjur och småfåglar.

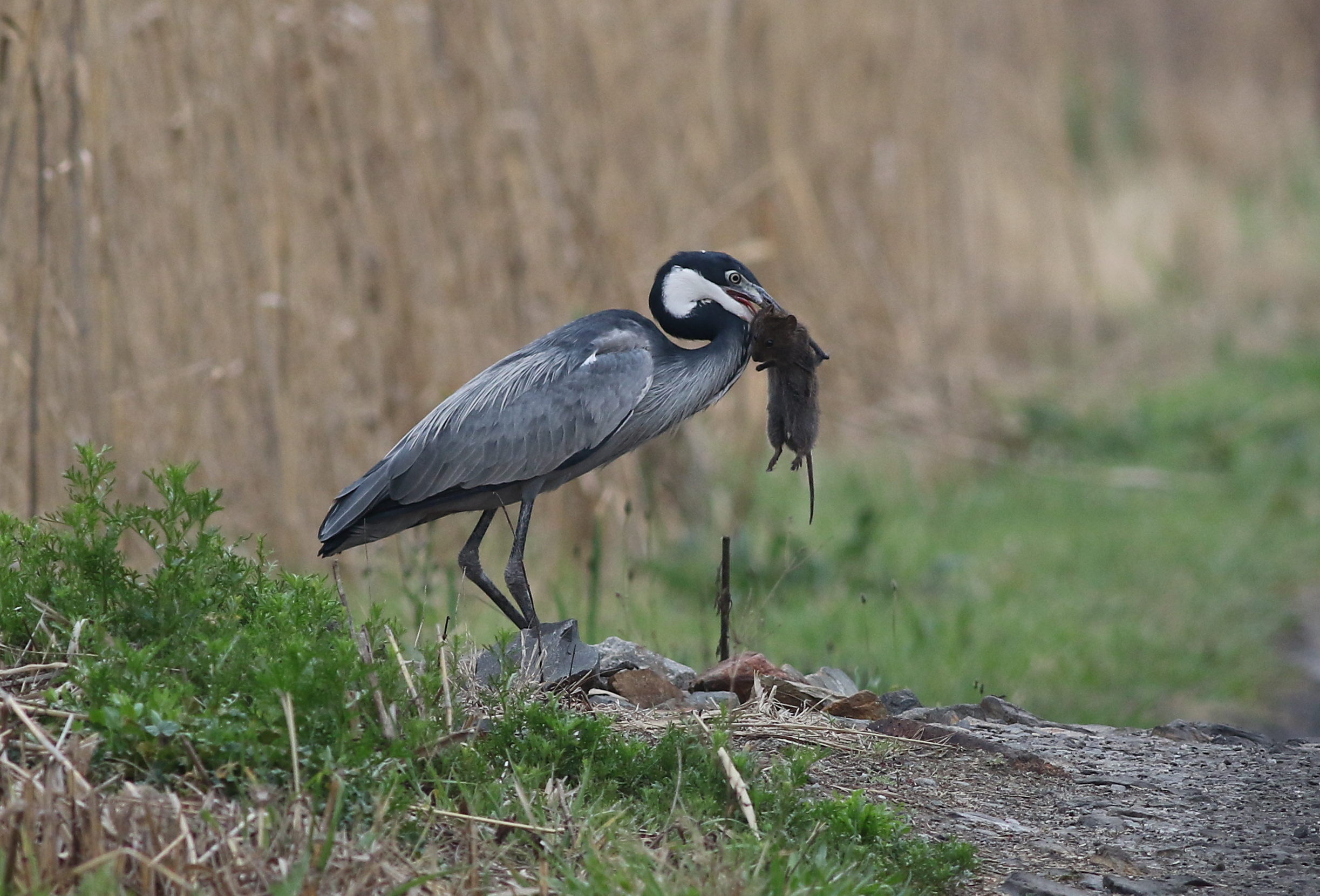
Svarthuvad häger tar förutom fiskar och groddjur även små däggdjur, som här en gnagare.

## Status och hot
Arten har ett stort utbredningsområde, men tros minska i antal, dock inte tillräckligt kraftigt för att den ska betraktas som hotad. Internationella naturvårdsunionen IUCN listar arten som livskraftig (LC). Världspopulationen uppskattas till mellan 100 000 och en halv miljon individer.